# Jordi Calavera
Jordi Calavera Espinach (ur. 2 sierpnia 1995 w Cabra del Camp) – hiszpański piłkarz występujący na pozycji obrońcy w klubie Girona Fc, do którego jest wypożyczony z SD Eibar.